# David Chytraeus
David Chytraeus, écrivain luthérien (26 février 1530 - 25 juin 1600)
Il est l'un des théologiens les plus importants et les plus influents de la fin du XVIe siècle.
Professeur à l'Université de Rostock. Il participe à la rédaction de Formule de Concorde en 1577. 
Il est l'auteur d'un traité sur la musique, le De Musica.